# Anonyx ampulloides
Anonyx ampulloides är en kräftdjursart. Anonyx ampulloides ingår i släktet Anonyx och familjen Uristidae. Inga underarter finns listade i Catalogue of Life.